# Liste der Bodendenkmäler in Hohenau (Niederbayern)
Auf dieser Seite sind die Bodendenkmäler in der niederbayerischen Gemeinde Hohenau zusammengestellt. Diese Tabelle ist eine Teilliste der Liste der Bodendenkmäler in Bayern. Grundlage ist die Bayerische Denkmalliste, die auf Basis des Bayerischen Denkmalschutzgesetzes vom 1. Oktober 1973 erstmals erstellt wurde und seither durch das Bayerische Landesamt für Denkmalpflege geführt wird. Die folgenden Angaben ersetzen nicht die rechtsverbindliche Auskunft der Denkmalschutzbehörde.

## Bodendenkmäler in Hohenau
| Lage                    | Objekt | Akten-Nr.     | Bild                                        |
| ----------------------- | --- | ------------- | ------------------------------------------- |
| (Standort)              | Untertägige Befunde des Mittelalters und der frühen Neuzeit im Bereich des Burgstalls Wildenstein sowie der ehemaligen Burgkapelle St. Erasmus.                                                                                            | D-2-7146-0002 |                                             |
| Dorfplatz 23 (Standort) | Untertägige Befunde des Mittelalters und der frühen Neuzeit im Bereich der katholischen Pfarrkirche St. Peter und Paul mit aufgelassenem historischen Friedhof in Hohenau, darunter die Spuren von Vorgängerbauten bzw. älteren Bauphasen. | D-2-7146-0087 | weitere Bilder                              |
| (Standort)              | Untertägige Befunde des späten Mittelalters und der frühen Neuzeit im Bereich des Burgstalls Neuenbuchberg. | D-2-7147-0002 | Untertägige Befunde des späten Mittelalters |
| (Standort)              | Spätmittelalterlich-frühneuzeitliches Goldseifenhügelfeld. | D-2-7147-0089 |                                             |